# 東京理科大学の人物一覧
東京理科大学の人物一覧（とうきょうりかだいがくのじんぶついちらん）は、東京理科大学とその前身校（東京物理学校）関係する人物の一覧記事。
（※数多くの卒業生・関係者が存在するため、ウィキペディア日本語版内に記事が存在する人物のみを記載する）

## 創立者

### 東京物理学校
太字は「東京物理学校維持同盟員」。
- 櫻井房記（東京物理学講習所初代所長、第五高等学校第5代校長）
- 寺尾寿（天文学者・数学者、東京物理学校初代校長、国立天文台初代台長）
- 中村精男（気象学者、東京物理学校第2代校長、第3代中央気象台台長）
- 中村恭平（東京物理学校第3代校長、東京帝国大学書記官・助教授）
- 豊田周衛（東京物理学講習所筆頭人）
- 加瀬代助（東京物理学講習所教員）
- 沢野忠基（東京物理学講習所教員）
- 高野瀬宗則（農商務省工務局権度課長、日本計量振興協会副会長）
- 千本福隆（東京高等師範学校名誉教授）
- 小林有也（長野県中学校初代校長）
- 保田棟太（東京帝国大学教授）
- 桐山篤三郎（東京帝国大学助教授）
- 信谷定爾（東京帝国大学助教授）
- 谷田部梅吉（東京帝国大学図書館長、外務省マニラ初代領事）
- 赤木周行（「常用曲線」抄訳者）
- 三守守（東京女子高等師範学校教授、東京高等工業学校名誉教授）
- 難波正（電気学会会長、東京大学助教授、京都大学教授）
- 和田雄治（気象学者・海洋学者、暴風警報や天気予報の創始者）
- 三輪桓一郎（東京帝国大学助教授、学習院大学教授、京都帝国大学教授）
- 名村程三（東京外国語学校教授、京都帝国大学教授、東北帝国大学教授）
- 鮫島晋（東京女子高等師範学校教授、東京高等師範学校教授、小諸義塾教諭）

## 役員

### 東京物理学講習所校主
| 代 | 氏名     | 専門分野 | 就任年月              | 備考                  |
| -- | -------- | -------- | --------------------- | --------------------- |
| 01 | 櫻井房記 | 教育学   | 1881年（明治14年）9月 | 第五高等学校第5代校長 |

### 東京物理学校校長
| 代 | 氏名       | 専門分野 | 就任年月           | 備考                                                           |
| -- | ---------- | -------- | ------------------ | -------------------------------------------------------------- |
| 01 | 寺尾寿     | 天文学   | 1883年（明治16年） | 東京帝国大学名誉教授、国立天文台初代台長、日本天文学会初代会長 |
| 02 | 中村精男   | 気象学   | 1896年（明治29年） | 中央気象台第3代台長                                            |
| 03 | 中村恭平   | 物理学   | 1930年（昭和5年）  |                                                                |
| 04 | 大河内正敏 | 物理学   | 1934年（昭和9年）  | 理化学研究所3代目所長                                          |
| 05 | 平川仲五郎 | 数学     | 1945年（昭和20年） | 東京物理学校卒業                                               |
| 06 | 本多光太郎 | 金属工学 | 1949年（昭和24年） | 東北帝国大学元総長、文化勲章・勲一等旭日大綬章受章             |

### 東京理科大学学長
| 代 | 氏名       | 専門分野       | 就任年月           | 備考                                                                               |
| -- | ---------- | -------------- | ------------------ | ---------------------------------------------------------------------------------- |
| 01 | 本多光太郎 | 金属工学       | 1949年（昭和24年） | 東北帝国大学元総長、文化勲章・勲一等旭日大綬章受章                                 |
| 02 | 真島正市   | 応用物理学     | 1955年（昭和30年） | 東京大学名誉教授                                                                   |
| 03 | 菊池正士   | 原子物理学     | 1966年（昭和41年） | 文化勲章・勲一等瑞宝章受章                                                         |
| 04 | 小谷正雄   | 分子物理学     | 1970年（昭和45年） | 東京理科大学・東京大学名誉教授、文化勲章受章                                       |
| 05 | 吉識雅夫   | 船舶工学       | 1982年（昭和57年） | 東京大学名誉教授、勲一等瑞宝章・文化勲章受章                                       |
| 06 | 西川哲治   | 原子核物理学   | 1990年（平成2年）  | 東京大学名誉教授、瑞宝重光章・紫綬褒章受章                                         |
| 07 | 岡村弘之   | 破壊力学       | 2002年（平成14年） | 東京大学名誉教授、日本機械学会会長、瑞宝中綬章受章                                 |
| 08 | 竹内伸     | 材料工学       | 2006年（平成18年） | 東京理科大学・東京大学名誉教授、瑞宝中綬章受章                                     |
| 09 | 藤嶋昭     | 光電気化学     | 2010年（平成22年） | 東京理科大学栄誉教授、東京大学特別栄誉教授、日本国際賞受賞、紫綬褒章・文化勲章受章 |
| 10 | 松本洋一郎 | 流体工学       | 2018年（平成30年） | 東京大学名誉教授、外務大臣科学技術顧問、国立研究開発法人理化学研究所理事           |
| 11 | 石川正俊   | システム情報学 | 2022年（令和4年）  | 東京大学名誉教授、元東京大学理事・副学長、元計測自動制御学会会長、紫綬褒章受章     |

### 副学長
- 浅島誠（生物学者、アクチビンの発見者、副学長、東京大学名誉教授、瑞宝重光章受章）
- 森口泰孝（前文部科学事務次官、副学長）
- 向井千秋（宇宙飛行士、特任教授 兼 副学長）
- マイケル・A・クスマノ（経営学者、副学長、マサチューセッツ工科大学スローン経営大学院教授）
- 福山秀敏（物性物理学者、元副学長、東京理科大学学長補佐、東京大学名誉教授、東京大学物性研究所所長、元国際純粋・応用物理学連合(IUPAP)副会長、紫綬褒章・瑞宝中綬章受章）
- 藤代博記（工学者、東京理科大学副学長・基礎工学部電子応用工学科教授、1982理工84理工修）
- 秋山仁（数学者、東京理科大学特任副学長・理数教育研究センター長・東京理科大学近代科学資料館館長・理学部教授、東海大学名誉教授、1969理82論博）
- 山本誠（流体工学、元副学長、日本流体力学会会長）

### 顧問・理事
- 松月秀雄（教育学者、元学長事務取扱・東京物理学園理事、京城帝国大学教授）
- 本山和夫（元アサヒ飲料株式会社代表取締役社長、元一般社団法人全国清涼飲料工業会会長、元学校法人東京理科大学理事長、1972理工）
- 和田昭允（生物物理学者、特別顧問、東京大学名誉教授）
- 片岡寛（経営学者、元理事、一橋大学名誉教授）
- 平川仲五郎（東京物理学校5代校長・東京理科大学2代理事長）
- 坂部三次郎（ダイニック元会長、東京理科大学4代理事長）
- 小浦延幸（東京理科大学理工学部工業化学科教授、東京理科大学5代理事長）
- 塚本桓世（東京理科大学理学部応用物理学科教授、東京理科大学6代理事長、旭日中綬章受章）
- 中根滋（UWiN代表取締役兼CEO SAPジャパン元代表取締役社長 SAP上席副社長 東京理科大学7代理事長）
- 本山和夫（元アサヒ飲料株式会社代表取締役社長、東京理科大学8代理事長）
- 吉本成香（常務理事、東京理科大学名誉教授、元日本機械学会機素潤滑設計部門長）

## 著名な教職員

### 学部・大学院

#### 理学部・大学院理学研究科
- 中井泉（化学者、理学部教授、グリーン光科学技術研究センター長）
- 硤合憲三（化学者、理学部教授、キラリティメダル・日本化学会賞受賞、不斉自己触媒反応（硤合反応）の発見者）
- 森謙治（化学者、理学部教授、東京大学名誉教授、アーネスト・ガンサー賞受賞）
- 椎名勇（有機化学、理学部応用化学科教授、1990理92理修）
- 工藤昭彦（触媒化学、理学部応用化学科教授、1983理）
- 大川和宏（電気化学、理学部応用化学科教授、1983理）
- 和達三樹（物理学者、理学部教授、東京大学名誉教授）
- 蔡兆申（物理学者、理学部教授、理化学研究所創発物性科学研究センターチームリーダー、江崎玲於奈賞受賞、世界初の量子ビット開発者）
- 三土修平（経済学者、理学部教授）
- 二階堂副包（経済学者、元理学部助教授、一橋大学名誉教授、元理論・計量経済学会会長）
- 向山光昭（有機化学者、元理学部教授、東京理科大学名誉教授、東京大学名誉教授、文化勲章受章、向山アルドール反応の発見者）
- 田丸謙二（化学者、元理学部教授、東京大学名誉教授、元東京大学副学長、紫綬褒章・勲二等瑞宝章受章）
- 白井俊明（化学者、元理学部教授、東京大学教授）
- 小林修（有機化学者、元理学部助教授、東京大学教授）
- 小松彦三郎（数学者、元理学部教授、東京大学名誉教授、瑞宝中綬章受章）
- 増山元三郎（数理統計学者、元理学部教授、デミング賞受賞）
- 古田孝之（数学者、元理学部教授、弘前大学名誉教授）
- 芳沢光雄（数学者、元理学部教授）
- 植村泰忠（物理学者、元理学部教授、東京大学名誉教授）
- 武村政春（分子生物学、理学部教授）
- 山本貴博（物理学者、物性物理学、理学部物理学科教授）

#### 工学部・大学院工学研究科
- 近藤行成（界面化学、工学部長、工学部工業化学科教授、1991理工1995理工博中退）
- 藤井孝蔵（宇宙工学者、工学部情報工学科教授、JAXA宇宙科学研究所名誉教授）
- 宇野求（建築家、工学部建築工学科教授）
- 辻本誠（建築学者、工学部建築工学科教授、ドライミスト発案者）
- 小林宏（ロボット工学、工学部機械工学科教授、マッスルスーツ開発者）
- 半谷精一郎（通信工学、工学部電気工学科教授、1975工81工博）
- 大庭三枝（国際政治学者、工学部教養教授、内閣府原子力委員会委員）
- 樋口清（建築家、工学部建築工学科教授、東京大学教授）
- 大森英樹（数学者、東京理科大学名誉教授、幾何学賞受賞）
- 狩野紀昭（品質工学者、工学部教授、東京理科大学名誉教授、デミング賞受賞）
- 益永茂樹（環境学、工学部工業化学科非常勤講師、横浜国立大学名誉教授）
- 日笠端（都市計画家、元工学部教授、東京大学名誉教授）
- 黒住眞（思想史家、元工学部助教授、東京大学名誉教授）
- 大月敏雄（建築計画学者、元工学部准教授、東京大学大学院工学系研究科建築学専攻教授）
- 石原舜介（都市計画家、元工学部教授、東京工業大学教授、紫綬褒章・勲三等旭日中綬章受章）
- 武者利光（物理学者、元工学部教授、東京工業大学名誉教授）
- 福田敏男（工学者、元工学部助教授、名古屋大学名誉教授）
- 野崎守英（日本思想史・倫理学者、元工学部助教授、中央大学名誉教授）
- 中田義元（元工学部教授）

#### 薬学部・大学院薬学研究科
- 辰野高司（薬学者、薬学部教授、日本薬学会理事、理化学研究所名誉研究員）
- 小島周二（放射線生物学、薬学部教授、1973薬）

#### 理工学部・大学院理工学研究科
- 橋口隆吉（金属・材料物理学者、元理工学部長、東京大学教授）
- 大矢雅則（数学者、理工学部長）
- 梶田隆章（物理学者、理工学部物理学科非常勤講師、東京大学特別栄誉教授、2015年ノーベル物理学賞受賞）
- 山田善靖（元理工学部教授、東京理科大学名誉教授、元経営情報学会会長、元日本オペレーションズリサーチ学会理事）
- 丸山克俊（体育教育学および医史学者、理工学部教授）
- 野村設郎（工学者、元理工学部建築学科主任、東京理科大学名誉教授）
- 谷口紀男（材料工学者、元理工学部教授、山梨大学名誉教授、ナノテクノロジーの概念を提唱）
- 荒木不二洋（数学者、元理工学部教授、京都大学名誉教授、ポアンカレ賞受賞）
- 佐伯胖（認知心理学者、元理工学部助教授、東京大学名誉教授）
- 南部松夫（地球科学者、元理工学部教授、東北大学名誉教授）
- 荒木美智雄（宗教学者、元理工学部助教授、筑波大学名誉教授）
- 鳥飼欣一（物理学者、元理工学部教授、元日本原子力研究所大洗研究所所長）
- 小嶋一浩（建築家、元理工学部教授、元東京大学非常勤講師、横浜国立大学大学院Y-GSA教授）
- 中田捷夫（構造家、元理工学部教授）
- 米本浩一（航空宇宙工学者、九州工業大学名誉教授、SPACE WALKER創業者・最高技術責任者）
- 郡裕美（建築家、元理工学部講師、大阪工業大学教授、コロンビア大学元准教授）
- 小町祐史（情報工学者、元理工学部講師、大阪工業大学教授、画像電子学会フェロー・元会長）

#### 先進工学部・大学院先進工学研究科
- 片岡一則（医用生体工学・生体材料学者、元基礎工学部＜現：先進工学部＞教授、東京大学大学院工学系研究科・医学系研究科教授、フンボルト賞受賞）

#### 経営学部・大学院経営学研究科
- 飯島淳一（システム科学者、経営学部教授、東京工業大学名誉教授、元経営情報学会会長）
- 鈴木光男（経済学者、経営学部教授、工学部教授、東京工業大学名誉教授、日本のゲーム理論の父、2013年瑞宝中綬章受章）
- 伏見多美雄（経済学者、経営学部教授、元東京理科大学監事、慶應義塾大学名誉教授、経済性工学）
- 片岡洋一（会計学者、元経営学部部長、東京理科大学名誉教授）
- 高橋華王（古武術研究家・武道家、元経営学部教授、国際武道学会会長）
- 石田英夫（経営学者、慶應大学名誉教授、元経営学部教授）
- 青木英彦（経営学者、経営学研究科教授、ワールド取締役会議長、加藤産業取締役）

#### 教養教育研究院
- 愼蒼健（科学史家、葛飾キャンパス教養部教授）
- 鞆達也（生物学者、神楽坂キャンパス教養部教授）
- 松本朋子（政治学者、神楽坂キャンパス教養部准教授）
- 柳田信也（行動生理学者、野田キャンパス教養部教授）
- 武村政春（分子生物学、理学部教授）
- 菅野賢治（フランス文学者、神楽坂キャンパス教養部教授）
- 西倉実季（社会学者、葛飾キャンパス教養部教授）
- 神野潔（法学者、神楽坂キャンパス教養部教授）
- 坂本徳仁（経済学者、野田キャンパス教養部准教授）
- 鈴木公明（専門職大学院准教授）

#### 専門職大学院
- 鈴木公明（専門職大学院准教授）
- 森健一（専門職大学院教授）
- 穂積保（法学者、専門職大学院教授）
- 宮原諄二（専門職大学院教授、元一橋大学イノベーション研究センター長）
- 伊丹敬之（経営学者、専門職大学院総合科学技術経営研究科長、一橋大学名誉教授）

#### その他
- 稲田正次（憲法学者、元教授、東京教育大学名誉教授、紫綬褒章受章）
- 辻二郎（機械工学者、元教授、初代国家公安委員会委員長）
- 村山貞雄（幼児教育学者、元教授、日本女子大学名誉教授）
- 國分康孝（心理学者、元教授）
- 林原耕三（英文学者、元教授）
- 矢野健太郎（数学者、元講師、東京工業大学名誉教授、従三位勲二等瑞宝章受章）
- 生田茂（教育者・化学者、元講師、首都大学東京名誉教授）
- 新居千秋（建築家・都市計画家、元講師）
- 宮内康（建築家、元講師）
- 橘川武郎（経営学者、イノベーション研究科教授、一橋大学名誉教授、東京大学名誉教授）
- 村上陽一郎（科学史家、元東京理科大学大学院教授、東京大学名誉教授、瑞宝中綬章受章）
- 周英明（工学者、東京理科大学大学院教授、東京理科大学名誉教授）

### 附属機関
- 岩倉洋一郎（免疫学者、東京理科大学研究推進機構生命医科学研究所教授、東京理科大学生命医科学研究所ヒト疾患モデル研究センター長、東京大学名誉教授）
- 松島綱治（免疫学者、東京理科大学生命医科学研究所・炎症・免疫難病制御部門教授、東京大学名誉教授、インターロイキン-8の発見者）
- 阿部正彦（界面化学、東京理科大学総合研究院教授、日本油化学会名誉会員、日本化学会フェロー、アクテイブ株式会社取締役副社長、1970工72工修）
- 黒田玲子（生物物理学者、東京理科大学総合研究機構教授、東京大学名誉教授）
- 多田富雄（免疫学者、元生命科学研究所所長、東京大学名誉教授）
- 篠原菊紀（脳神経科学者、東京理科大学総合研究機構併任教授）

### 客員教授
- 吉田たかよし（医師医学博士、客員教授）
- 渡部俊也（材料化学者、専門職大学院客員教授、東京大学国際・産学共同研究センター長）
- 牧野和夫（専門職大学院客員教授）
- 安念潤司（法学者、専門職大学院客員教授）
- 矢川元基（工学者、客員教授、東京大学名誉教授）
- 樋口広芳（鳥類学者、客員教授、東京大学名誉教授）
- 今井浩三（医学者、客員教授、札幌医科大学名誉教授）
- 荒井寿光（知財評論家、専門職大学院客員教授、世界知的所有権機関委員）
- 森田浩介（実験核物理学者、客員教授、113番元素ニホニウム発見の研究グループリーダー）
- 岩倉信弥（美術家・芸術家、客員教授）
- ロバート・フェルドマン（経済学者、モルガン・スタンレーMUFG証券チーフ・アナリスト、オリックス社外取締役、客員教授）
- 渡士幸一（薬学者、客員教授、厚生労働省 国立感染症研究所・総括研究官）

## 著名な出身者

### 政界

#### 内閣総理大臣経験者
- 吉田茂（第45・48~51代内閣総理大臣、1897物理学校中退）

#### 現職国会議員
- 黄川田仁志（衆議院議員、内閣府副大臣、1994理工）

#### 元国会議員
- 建部遯吾（元衆議院・貴族院議員、社会学者、1890物理学校）
- 天田勝正（元参議院議員、物理学校）
- 甘利正（元衆議院議員、物理学校中退）
- 吉田正雄（元衆議院・参議院議員、1945物理学校中退）
- 庄司中（元参議院議員、物理学校中退）
- 渡部行雄（元衆議院議員、物理学校中退）
- 横山章（元衆議院・貴族院議員、実業家、物理学校）
- 坂口岳洋（元衆議院議員、1994理）

#### 地方政界
- 錦織孝一（茨城県鹿嶋市長、1969理）
- 松戸徹（千葉県船橋市長、1978理）
- 藤田剛二（山口県山陽小野田市長、元富士商代表取締役社長、1984工）
- 日比一昭（愛知県津島市長、元株式会社日伸設計事務所設立者・元代表取締役社長、工）
- 府川裕一（神奈川県足柄上郡開成町長、1978工）
- 関義弘（静岡県駿東郡清水町長、理工）
- 加島恵太郎（第5・7代鳥取県西伯郡境町長、元鳥取県議会議員、物理学校）
- 杉崎智介（元さいたま市議会議員、元大宮市議会議員）
- 山田豊隆（熊本県葦北郡津奈木町長）
- 山本悟司（埼玉県副知事、国土地理院長、1989理工）

### 官界
- 高木惣吉（元内閣副書記官長＜東久邇宮内閣＞、海軍少将、1911物理学校）
- 鈴木隆雄（元科学警察研究所副所長、1961理）
- 横地光明（元陸上自衛隊陸将、元東北方面総監、1949理）
- 荒谷卓（元自衛官，陸上自衛隊特殊作戦群初代群長）

### 法曹界
- 河瀬季（弁護士、モノリス法律事務所代表弁護士、『デジタル・タトゥー』原案、2008工）

### 財界

#### IT
- 市川憲和（デジタル・インフォメーション・テクノロジー創業者・名誉会長、1968理）
- 井上雅博（ヤフー創業者・元代表取締役社長、1979理）
- 佐藤秀哉（テラスカイ創業者・代表取締役社長、1987理工）
- 田中達也（富士通代表取締役社長、1980理工）
- 杉山清（NECソリューションイノベータ代表取締役社長、1983理工）
- 北村友朗（DTS代表取締役社長、1990理工）
- 鈴木史朗（ネットプロテクションズホールディングス共同創業者・取締役CTO、1994理）
- 藤代真一（シンクロ・フード創業者・代表取締役社長、1997理工）
- 前川正人（トレジャー創業者・代表取締役社長、理工）
- 柳橋仁機（カオナビ創業者・代表取締役社長CEO、2000基修）
- 山田メユミ（アイスタイル共同創業者・元代表取締役、かんぽ生命保険社外取締役、SOMPOホールディングス社外取締役、1995基）
- 吉松徹郎（アイスタイル創業者・代表取締役社長兼CEO、1996基）
- 吉田健治（デジタルハリウッド創立者、電気通信大学教授、1977理工）
- 手嶋守（手嶋屋代表取締役、理工）
- 渋谷悠佑（Spotech創業者・取締役COO、Arithmetic AP Co.,Ltd元President Asia Pacific、2014理）
- 関根義光（CryptoPie創業者・代表取締役社長、2011理工中退）
- 平松雄一（日本ICカードシステム利用促進協議会代表理事、日本資金決済業協会副会長、ICカード市場開拓者、1962理）
- 溝口文雄（ウィズダムテック代表、東京理科大学理工学部名誉教授、1966工、1968工修）
- 安原広和（ゲームクリエイター、ソニック・ザ・ヘッジホッグの生みの親、東京工科大学客員准教授、工）
- 山口拓己（PR TIMES創業者・代表取締役社長、1995理工）

#### 機械
- 三浦善司（リコー特別顧問・元代表取締役社長、LIXILグループ取締役兼監査委員会委員長、1973工）
- 池田隆之（東芝テック元代表取締役社長、一般社団法人ビジネス機械・情報システム産業協会会長、1981理工）
- 内桶文清（ジェイ・パワーシステムズ取締役会長、住友電装元代表取締役社長、住友電気工業元代表取締役副社長、1971工）
- 津川善夫（小田原機器代表取締役社長）
- 富岡正重（富岡光学機械製作所＜現：京セラオプテック＞創業者、1913物理学校）
- 古川顕一（パスコ元代表取締役社長、セコム工業元代表取締役社長、1982理工）
- 森戸祐幸（モリテックス創業者、元代表取締役会長、1964理）
- 砂山角野（日本光学工業＜現：ニコン＞レンズ設計者、物理学校）

#### 化学・繊維
- 長谷部佳宏（花王代表取締役社長、1985工87工修90工博）
- 常盤文克（花王会長・元代表取締役社長、1957理）
- 樋口章憲（三洋化成工業代表取締役社長、工）
- 笠原文善（キミカ代表取締役社長、1979工）
- 阿部正彦（アクテイブ取締役副社長、東京理科大学総合研究院教授、日本油化学会名誉会員、日本化学会フェロー。1970工72工修）
- 川橋信夫（JSR代表取締役社長兼COO、日本化学工業協会理事、修）
- 坂部三次郎（ダイニック元会長、学校法人東京理科大学4代理事長、1943物理学校）

#### 自動車
- 鈴木俊宏（スズキ代表取締役社長、公益財団法人スズキ教育文化財団理事長、日本自動車工業会副会長、理工修）
- 須藤誠一（トヨタ自動車元代表取締役副社長、ジェイテクト元代表取締役会長、中部インダストリアル・エンジニアリング協会会長、1974理工）
- 中本修平（ホンダ・レーシング副社長、レプソル・ホンダチーム代表、1983理工）
- 中島徳至（Global Mobility Service創業者・代表取締役社長、ゼロスポーツ創業者・代表取締役社長、総合科学技術経営修）

#### 鉄鋼・金属・電気
- 清水荘平（北辰電機製作所＜現：横河電機＞創業者・元代表取締役社長・会長、1913物理学校）
- 北川祐治（北川鉄工所代表取締役社長）
- 中根滋（パワードコム元代表取締役社長兼CEO、1971理工）
- 腹巻知（ノーリツ代表取締役社長、1983年理工）

#### 食品・小売
- 正垣泰彦（サイゼリヤ創業者・代表取締役会長、1964理）
- 本山和夫（アサヒ飲料元代表取締役社長、一般社団法人全国清涼飲料工業会元会長、学校法人東京理科大学理事長、1972理工）
- 唐澤範行（アサヒグループ食品元代表取締役社長、公立諏訪東京理科大学理事長、1974工）
- 吉田雅司（グレートアンドグランド代表取締役社長、マツモトキヨシホールディングス元代表取締役社長、1970薬）
- 青木宏憲（クスリのアオキホールディングス代表取締役社長、1995薬）

#### 製薬・医療
- 穂川稔（キョーリン製薬ホールディングス代表取締役社長、杏林製薬代表取締役社長、1976理）
- 中冨一郎（ナノキャリア創業者・代表取締役社長、1974薬）
- 浅野嘉久（米国財団法人野口医学研究所創立者、1964理）
- 村上美晴（セントケア・ホールディング創業者・代表取締役会長、1982工）

#### 航空
- フィリップ・M・コンディット（ボーイング元代表取締役社長・CEO・会長、1997論博）
- 林孝信（トランスアジア航空グループ代表取締役社長、工）
- 大川順子（日本航空元取締役副会長・現特別理事、日本航空初の女性代表取締役、1978薬）

#### 建設・不動産
- 林尚道（エリアリンク創業者・代表取締役社長、日本セルフストレージ協会代表理事、工）
- 前川伸二（新日本空調代表取締役社長、1983理工）
- 澁谷宗彦（渋谷スクランブルスクエア代表取締役社長、1989工）

出版・マスメディア
- 佐藤隆信（新潮社代表取締役社長、1981工）
- 宮本幸一（ニッポン放送プロジェクト代表取締役社長、1972工）

#### コンサルティング
- 武田安正（アクセンチュア元代表取締役副社長、1983工）
- 丸山栄樹（バーチャレクス・コンサルティング創業者・代表取締役会長、理工）
- 吉田融正（ブリッジインターナショナル創業者・代表取締役社長）

#### 金融・保険
- 熊谷俊行（京葉銀行頭取、第二地方銀行協会元会長、理）
- 片岡達也（コンコルディア・フィナンシャルグループ社長、横浜銀行頭取、1990理）
- 三嶋英城（SMBCクラウドサイン株式会社代表取締役社長）
- 川部誠治（日立キャピタル株式会社代表執行役社長兼CEO、リース事業協会副会長、理工）
- 新井和宏（鎌倉投信創業者・取締役、横浜国立大学経営学部非常勤講師、1992工）
- 山本幸央（三井生命＜現：大樹生命＞元代表取締役社長、大樹生命顧問兼三機工業株式会社取締役、経団連常任幹事、日本FP協会専務理事、1977理工）
- 吉岡幸雄（日清生命保険会社元常務取締役、元東京理科大学理事、1910物理学校）
- 片寄裕市（東京理科大学イノベーション・キャピタル株式会社代表取締役 マネージング・パートナー、2003経修）
- 高田久徳（東京理科大学イノベーション・キャピタル株式会社代表取締役 マネージング・パートナー、技経修）

### 学術界

#### 数学・情報学・統計学
- 秋山仁（グラフ理論、東京理科大学特任副学長・理数教育研究センター長・東京理科大学近代科学資料館館長・理学部教授、東海大学名誉教授、1969理82論博）
- 小田切美文（情報学、統計学、専修大学元学長、1938物理学校）
- 日高一義（情報学、東京工業大学環境・社会理工学院教授、1982理）
- 清水邦夫（統計学、慶應義塾大学理工学部数理科学科教授、1972理74理修）
- 宮崎直哉（幾何学、慶應義塾大学経済学部経済学科教授、1990理工92理工修96理工博）
- 佐藤潤也（数論、名古屋大学大学院情報科学研究科計算機数理科学専攻准教授、1986理工）
- 若山正人（代数学、九州大学副学長・理事 兼九州大学稲盛フロンティア研究センターセンター長、1978理）
- 繁野麻衣子（数理学、筑波大学大学院システム情報工学研究科教授、1991工93工修）
- 青嶋誠（数理統計学、筑波大学数理物質系教授、1986理92理博）
- 猿渡康文（数理学、筑波大学ビジネスサイエンス系系長、1987工1992工博）
- 須鎗弘樹（数理学、千葉大学大学院工学研究科・工学部教授、1989理工91理工修95理工論博）
- 成島康史（数理学、横浜国立大学大学院国際社会科学研究院准教授、2002理04理修07理博）
- 岩崎学（統計学、横浜市立大学国際総合科学群教授・データサイエンス推進センター長、元日本統計学会会長、1975理77理修）
- 富山慶典（情報科学、群馬大学特別教授、1976理工81理工博）
- 吉田健治（情報科学、電気通信大学教授、1977理工）
- 大矢真一（数学史、富士短期大学名誉教授、1940物理学校）
- 佐藤修一（応用数学、鶴岡工業高等専門学校教授、1970理修）
- 小倉金之助（数学史、1905物理学校）
- 佐藤健一（数学史、東京理科大学非常勤講師、日本数学史学会会長、1962理）
- 小泉袈裟勝（計量史、1938物理学校）
- 陳建功（数学、杭州大学副学長、中国数学会副理事長、1939物理学校）
- 稲垣俊介（情報科学、山梨大学教育学部附属教育実践総合センター准教授、2001理）

#### 物理学
- 屋井先蔵（乾電池の発明者、東京物理学校）
- 佐々木忠義（海洋物理学、元東京水産大学学長、理化学研究所名誉研究員、元日仏海洋学会会長、1935物理学校）
- 原田仁平（物性物理学、名古屋大学名誉教授、高エネルギー加速器研究機構、京都大学原子炉実験所、元リガクX線研究所所長、ブルックヘブン国立研究所、元日本結晶学会会長、1953理）
- 橋爪朗（原子核物理学、理化学研究所山崎文男研究室、サクレー研究所、1955理65パリ第11大学理博）
- 山越富夫（量子物理学、東京大学生産技術研究所顧問研究員、元同特任教授、1970理79理博）
- 門脇和男（超伝導、筑波大学大学院教授、1975理工）
- 桜井淳（物理学、批評家、1976理修83理論博）
- 大志万直人（地球物理学、京都大学名誉教授、元京都大学防災研究所所長、元国立大学附置研究所・センター長会議会長、1978理）
- 大野かおる（ナノテクノロジー、横浜国立大学大学院工学研究院教授、1979理）
- 井口和基（理論物理学、1980理工）
- 國友浩（超弦理論、京都大学基礎物理学研究所物理学基礎研究部門准教授、1984理）
- 西森拓（物性物理学、広島大学大学院理学研究科数理計算理学講座教授、シュレディンガー音頭考案者、1984理）
- 西野吉則（ナノテクノロジー、北海道大学電子科学研究所光科学研究部門コヒーレント光研究分野教授、1991理）
- 酒井忠勝（素粒子物理学、名古屋大学大学院理学研究科素粒子宇宙物理学専攻准教授、1994理）
- 藤井武則（物性物理学、東京大学低温センター助教、1996理98理修01理博）
- 神沼克伊（地球物理学、国立極地研究所名誉教授・総合研究大学院大学名誉教授、1997理）
- 野村健太郎（物性物理学、東北大学金属材料学研究所金属物性論研究部門准教授、1998理）
- 笠原裕一（物性物理学、京都大学大学院理学研究科物理学・宇宙物理学専攻准教授、2003理工）
- 中島多朗（物理学、東京大学物性研究所中性子科学研究施設准教授、2005理07理修10理博）
- 太田仁（磁性物理学、神戸大学大学院理学研究科物理学専攻教授、修博）
- 鬼丸孝博（物性物理学、広島大学大学院先端物質科学研究科准教授）
- 中谷幸弘（物理学、跡見学園女子大学文学部長、1968理71理修77理博単位取得満期退学）
- 会田軍太夫（物理学者、岩城硝子研究所所長）

#### 化学
- 平田岳史（宇宙地球化学、東京大学大学院理学系研究科教授、元京都大学大学院理学研究科教授、元日本地球化学会副会長、1985理）
- 長谷川宗良（物理化学、東京大学大学院総合文化研究科広域科学専攻准教授、1992理）
- 中村一隆（物理化学、東京工業大学フロンティア材料研究所准教授、1984理）
- 中村正治（有機化学、京都大学化学研究所附属元素科学国際研究センター長、元ハーバード大学客員教授、1991理）
- 山野井慶徳（物質化学、東京大学大学院理学系研究科化学専攻准教授、1993理）
- 阿部正彦（界面化学、東京理科大学総合研究院教授、日本油化学会名誉会員、日本化学会フェロー、アクテイブ株式会社取締役副社長、1970工72工修）
- 近藤行成 （界面化学、東京理科大学工学部 工業化学科教授、1991理工1995理工博中退）
- 大川和宏（電気化学、東京理科大学理学部応用化学科教授、1983理）
- 橘髙重義（電気化学、学校法人東京理科大学理事長、東京理科大学山口短期大学学長、山口東京理科大学学長、日本私立大学協会会長、物理学校）
- 脇原將孝（電気化学、東京工業大学名誉教授、1966理）
- 椎名勇（有機化学、東京理科大学理学部応用化学科教授、1990理92理修）
- 石谷暖郎（有機化学、東京大学大学院理学系研究科・理学部特任准教授、1993理98理博）
- 山口潤一郎（有機化学、早稲田大学理工学術院教授、2002工04工修07工博）
- 五東弘昭（有機化学、横浜国立大学工学研究院准教授、2004工06工修09工博）
- 大村智（天然物化学、2015年ノーベル生理学・医学賞受賞者、東京理科大学特別栄誉博士、北里大学特別栄誉教授、1963理修70理論博）
- 宮本悦子（生化学、東京大学医科学研究所インタラクトーム医科学特任准教授）
- 岡島俊英（生化学、大阪大学産業科学研究所准教授、1987理工）
- 奥居徳昌（高分子化学、東京工業大学名誉教授、1968理）
- 丸山厚（高分子化学、東京工業大学生命理工学院教授、1982工88工論博）
- 大澤敏（高分子化学、金沢工業大学学長、1987理91理博）
- 西山伸宏（高分子化学、東京工業大学化学生命科学研究所教授、1986基）
- 工藤昭彦（触媒化学、東京理科大学理学部応用化学科教授、1983理）
- 原亨和（触媒化学、東京工業大学物質理工学院超機能物質講座教授、フロンティア材料研究所融合機能応用領域教授、1986理）
- 前田和彦（触媒化学、東京工業大学理学院准教授、2003理）
- 野村淳子（触媒化学、東京工業大学化学生命科学研究所准教授、1986理）
- 塚原剛彦（分析化学、東京工業大学科学技術創成研究院先導原子力研究所准教授、1998理工）
- 澤村直哉（神経化学、早稲田大学ナノ・ライフ創新研究機構研究院教授、1994理工）
- 小江誠司（エネルギー化学、九州大学大学院工学研究院応用化学部門教授、九州大学カーボンニュートラル・エネルギー国際研究所教授、九州大学小分子エネルギーセンターセンター長、1991理93理修）
- 七分勇勝（環境化学、北海道大学大学院地球環境科学研究院環境物質科学専攻准教授、2001理03理修）
- 杉崎善治郎（農芸化学、東京理科大学名誉教授、物理学校）

#### 生物学
- 小島周二（放射線生物学、東京理科大学薬学部教授、1973薬）
- 尾崎美和子（神経科学、早稲田大学生命医療工学研究所教授、日本女性科学者の会副会長、1987薬89薬修）
- 枝川義邦（神経科学、早稲田大学理工学術院教授、1993薬）
- 松井茂之（生物統計学、名古屋大学大学院医学系研究科生物統計学分野教授、1991工93工修98工博）
- 小布施力史（分子生物学、北海道大学大学院先端生命科学研究院教授、1989理工）
- 小原一男（生理学、元札幌医科大学医学部助手、元シンシナティ大学医学部助手、元静岡県立大学薬学部講師、1975理77理修）
- 中里勝芳（生物物理学、日本大学文理学部物理生命システム科学科教授、1978理92理論博）

#### 天文学・気象学
- 石原安野（ニュートリノ天文学、千葉大学グローバル・プロミネント研究基幹教授、戸塚洋二賞受賞、猿橋賞受賞、1998理二）
- 川越至桜（天文学、東京大学生産技術研究所准教授、理工理工修）
- 木下大輔（小惑星、2000修）
- 小川清彦（暦学、日本における古天文学の創始者、物理学校）
- 古川武彦（気象学、1968理）
- 黒岩大助（気象学、1940物理学校）
- 佐藤毅彦（惑星科学、JAXA宇宙科学研究所教授、北海道大学大学院理学院客員教授、1984理92理博）
- 永田美絵（プラネタリウム解説者、コスモプラネタリウム渋谷チーフ解説員）
- 松田和秀（環境科学、東京農工大学教授、大気環境学会常任理事）

#### 工学
- 飯田史也（ロボット工学、ケンブリッジ大学工学部准教授・バイオロボティクス研究室ディレクター、 スイス国立科学財団教授、元チューリッヒ工科大学准教授、1997工99工修）
- 小林駿介（電子工学、山口東京理科大学名誉教授、東京農工大学名誉教授、元国際液晶学会副会長、元日本液晶学会会長、日本学士院賞、1955理）
- 小林宏（ロボット工学、東京理科大学工学部機械工学科教授、マッスルスーツ開発者）
- 新井史人（ロボット工学、東京大学大学院工学系研究科教授、1986工88工修）
- 多田隈建二郎（ロボット工学、東北大学大学院情報科学研究科准教授、2002工）
- 内田康之（ロボット工学、日本大学生産工学部創生デザイン学科准教授、1991工93工修）
- 小山田了三（物理工学、富士大学元学長）
- 半谷精一郎（通信工学、東京理科大学工学部電気工学科教授、1975工81工博）
- 丸毛登（無線技術者、1907物理学校）
- 長谷川修（電子工学、東京工業大学像情報工学研究所准教授、1988工）
- 竹本真紹（電子工学、北海道大学大学院情報科学研究科准教授、1999理工修）
- 土谷敏雄（化学工学、東京理科大学名誉教授、山口東京理科大学学長、1962理77理博）
- 藤代博記（半導体、東京理科大学副学長・基礎工学部電子応用工学科教授、1982理工84理工修）
- 開一夫（計算機科学、東京大学大学院総合文化研究科広域科学専攻教授、1986理工）
- 松岡俊文（物理探査、京都大学名誉教授、元米国物理探査学会副会長、元物理探査学会会長、1973理工75理工修）
- 渡邉英徳（情報デザイン、東京大学大学院情報学環・学際情報学府教授、1997理工99理工修）
- 山田秀（統計工学、慶應義塾大学理工学部管理工学科教授、1993工博）
- 浜本隆之（電子工学、東京理科大学第9代理事長、1992工）
- 和田智之（量子工学、理化学研究所光量子工学研究領域光量子技術基盤開発グループディレクター、1992理博）
- 堀克敏（化学工学、名古屋大学大学院工学研究科化学生物専攻生物機能工学分野教授、1988理工）
- 劉醇一（化学工学、千葉大学大学院融合理工学府准教授、1970理）
- 村田武士（生体工学、千葉大学大学院理学研究科基盤理学専攻教授、1995基97基修00基博）
- 宮浦千里（生命工学、東京農工大学副学長、1978薬88薬博）
- 朝倉哲郎（化学工学、東京農工大学名誉教授、元日本核磁気共鳴学会会長、1972理）
- 平沢敬（生物工学、東京工業大学生命理工学院准教授、1997理工）
- 岡泰資（安全工学、横浜国立大学大学院環境情報研究院准教授）
- 小泉秀樹（都市工学、東京大学大学院工学系研究科都市工学専攻教授、1988工）
- 國岡昭夫（電気工学、青山学院大学学長、学校法人大東文化学園理事長、日本私立学校振興・共済事業団理事長、1954物理）
- 佐藤大記（電気工学、東京電機大学准教授、2016年理工博）
- 佐藤光史（材料工学、工学院大学元学長、関東工学教育協会元副会長、1977理）
- 鈴村順一（地震工学、日本大学理工学部土木工学科教授、理工博）
- 穂積秀雄（構造工学、新潟工科大学工学部教授）
- 中野克彦（構造工学、新潟工科大学工学部准教授）
- 生田目崇（経営工学、中央大学理工学部教授、1994工96工修99工博）

#### 医学・薬学・歯学
- 一戸猛志（ウイルス学、東京大学新世代感染症センター准教授、東京大学医科学研究所准教授、2002基04基修06基博）
- 小島保彦（ウイルス学、インターフェロン発見者、理）
- 小出大介（境界医学、東京大学大学院医学系研究科特任教授、1991薬）
- 平川晃弘（医学、東京大学大学院医学系研究科特任准教授、2006工修11工博）
- 原英二（がん研究、大阪大学微生物病研究所遺伝子生物学分野教授）
- 木村元子（免疫学、千葉大学大学院医学研究院免疫発生学准教授、1993基99生命修）
- 八木良二（免疫学、千葉大学大学院医学研究院免疫発生学特任准教授、1998理工00理工修04理工博）
- 橋本光康（放射線治療、国際医療福祉大学大学院教授）
- 山本智朗（放射線治療、杏林大学教授）
- 山本幹男（放射線医学、国際生命情報科学会理事長、国際総合研究機構理事長、理）
- 出川雅邦（薬学、静岡県立大学薬学部教授、1972薬74薬修）
- 宮嵜靖則（薬学、静岡県立大学薬学部准教授、1987薬）
- 石川智久（薬学、静岡県立大学薬学部副学部長・大学院薬学研究院教授、1984薬）
- 水品善之（食品科学、信州大学農学部教授、1994理工98理工博）
- 西薗大実（栄養学、群馬大学教育学部教授、1982薬89薬博）
- 廣瀬英晴（歯科材料学、日本大学歯学部歯学科准教授、1975理77理修）
- 白石安男（保健衛生学、元東京理科大学経営学部教授、医学博士、古武術研究家、1984理工）
- 扇原淳（社会福祉学、早稲田大学人間科学学術院教授、1994理工）
- 栁澤健（保健学、首都大学東京健康福祉学部理学療法学科学科長、1980理二）

#### 経済学・経営学
- 二階堂副包（数理経済学、一橋大学名誉教授、元理論・計量経済学会会長、勲三等旭日中綬章受章、1945物理学校）
- 新井拓児（金融工学、慶應義塾大学経済学部教授、1993理工）
- 石川竜一郎（数理経済学、早稲田大学国際学術院教授、1997経）
- 福谷正信（人的資源管理、立命館アジア太平洋大学国際経営学部教授、1971工）
- 安室憲一（国際経済学、兵庫県立大学名誉教授、1969工）

#### 人文科学・社会科学
- 生越由美（知的財産、東京理科大学大学院経営学研究科教授、1982薬）
- 田中一貞（社会学、慶應義塾図書館初代館長、慶應義塾大学初代社会学教授、1989物理学校）
- 横山広美（科学技術社会論、東京大学国際高等研究所カブリ数物連携宇宙研究機構副機構長、1999理工01修04博）
- 今尾康裕（言語学、大阪大学大学院人文学研究科准教授、1995理）
- 真柳誠（歴史学、茨城大学名誉教授、1977薬）
- 山咲真由美（分析哲学、元法政大学教授）
- 八巻秀（臨床心理士、駒澤大学文学部教授、理）
- 小島透（刑法学、愛知大学法学部長・教授、1983理工）
- 木下武男（現代社会論、昭和女子大学名誉教授、工）
- 中村保雄（能面研究家、京都文化短期大学教授、1940物理学校）
- タシポラット・ティップ（地理学、新疆大学学長、1992工博）
- 建部遯吾（社会学、元衆議院・貴族院議員、1890物理学校）
- 浅川嘉富（先史文明、1965理）
- 松本任弘（ヘブル語学者 ）
- 王国維（新学術、1901物理学校中退）
- 村川浩平（政治史、歴史情報学研究所所長、1992理）

### 建築界
- 山名善之（建築家、東京理科大学理工学部建築学科教授、フランス芸術文化勲章「シュヴァリエ」受賞、1990工）
- 宮下信顕（建築家、東京理科大学非常勤講師、1995理工97理工修）
- 山本力矢（建築家、東京理科大学非常勤講師、2000工）
- 石橋利彦（建築家、東京理科大学講師、1972修）
- 高安重一（建築家、東京理科大学、明治大学非常勤講師、1989理工）
- 桑原聡（建築家、東京理科大学理工学部建築学科非常勤講師、1984理工）
- 佐野吉彦（建築家、東京理科大学工学研究科客員教授、⽇本建築⼠事務所協会連合会副会⻑、一般社団法人大阪府建築士事務所協会会⻑、1979工81工修）
- 田辺芳生（建築家、東京理科大学非常勤講師、1982理工）
- 川辺直哉（建築家、東京理科大学、法政大学、芝浦工業大学、広島工業大学、東京電機大学非常勤講師、1994工）
- 堀池秀人（建築家、元マサチューセッツ工科大学客員教授、工）
- 篠原一男（建築家、東京工業大学名誉教授、紫綬褒章・勲三等旭日中綬章授章、ヴェネツィア・ビエンナーレ特別記念金獅子賞受賞、1947物理学校）
- 松川昌平（建築家、慶應義塾大学環境情報学部准教授、東京理科大学工学部建築学科非常勤講師、1998工）
- 矢口哲也（都市計画家、建築家、早稲田大学理工学術院教授、1993建築）
- 稲葉信子（建築史家、筑波大学名誉教授、日本遺産選定委員長、国際記念物遺跡会議会員、1978建築）
- 杉浦伝宗（建築家、千葉大学非常勤講師、1974理工）
- 三分一博志（建築家、山口大学非常勤講師、デンマーク王立芸術アカデミー特別講師、1992理工）
- 菊地宏（建築家、武蔵野美術大学造形学部建築学科教授、1996工98工修）
- 遠藤政樹（建築家、千葉工業大学教授、1989修）
- 小谷研一（建築家、昭和女子大学非常勤講師、東洋大学非常勤講師、1997理工00理工修）
- 須貝高（建築家、福岡大学工学部建築学科教授、工工修）
- 添田直輝（建築家、1995理工97理工修）
- 細矢仁（建築家、武蔵野美術大学非常勤講師、1993工95工修）
- 鈴野浩一（建築家、昭和女子大学、共立女子大学、武蔵野美術大学非常勤講師、1996工）
- 名和研二（建築家、1994理工）
- 岡野道子（建築家、芝浦工業大学建築学部特任准教授、2001理工03理工修）
- 嶋田洋平（建築家、元東京理科大学非常勤講師、法政大学大学院兼任講師、らいおん建築事務所、1999理工01理工修）

### 教育界
- 平川仲五郎（東京物理学校第5代校長・東京理科大学第2代理事長、1908物理学校）
- 塚本桓世（東京理科大学理学部応用物理学科教授、東京理科大学6代理事長、旭日中綬章受章、1965理）
- 田中芳夫（東京理科大学大学院イノベーション研究科教授）
- 澤田利夫（東京理科大学総合教育機構理数教育研究センター客員教授、1969理修）
- 加々美勝久（お茶の水女子大学理系女性教育開発共同機構准教授、1985理修）
- 穂刈四三二（東京都立大学 (1949-2011)名誉教授、元城西大学学長、1928物理学校）
- 三浦幸平（中部大学創立者・元学長、物理学校）
- 髙橋敏夫（拓殖大学商学部教授、元学長、1967理）
- 神永正博（東北学院大学工学部電気情報工学科教授、1991理）
- 大多喜重明（元神戸市立工業高等専門学校教授、理博）
- 殿前康雄（翔凜中学校・高等学校理事長代行、1966理）
- 武内彰（東京都立日比谷高等学校校長、理専）
- 工藤勇一（横浜創英中学・高等学校校長、理）
- 関根萬司（関根学園高等学校創立者・元校長、物理学校）
- 上野 亜揮（開成中学校・高等学校、フェリス女学院中学校・高等学校情報講師・ジャグリングパフォーマー、理）
- 後藤道夫（サイエンスプロデューサー、理）
- 桑崎剛（教育ICTスペシャリスト、1981理）
- 七田厚（七田式教育の教育者、株式会社しちだ・教育研究所代表取締役社長、七田式主宰、理）
- チャーリー西村（サイエンスエンターテイナー＜米村でんじろうサイエンスプロダクション所属＞、株式会社サイエンスエンタテイメント代表取締役、2003理二）
- 樺正董（数学者、1881物理学校）
- 佐々木淳（海上自衛隊数学教官、元代々木ゼミナール講師、理）

### 文学界
- 石崎幸二（推理作家、理）
- 伊野隆之（小説家、理）
- 岡田鯱彦（小説家、推理作家、物理学校）
- 柏枝真郷（ライトノベル作家、理）
- 桜坂洋（ライトノベル作家、理二）
- 和田耕作（思想史家）
- 矢島祐利（科学史家、1969理博）
- 岡邦雄（科学史家、物理学校）
- 田辺振太郎（科学思想史家、1953物理学校）
- 帯金充利（文筆家、1980理）
- 唐沢隆三（作家、物理学校）
- 塩野米松（作家、理）
- 早見慶子（作家、1982薬）
- 福冨健一（作家、公共政策総合研究所代表理事）
- 江原小弥太（作家、物理学校）
- 鹿島平堂（俳人、物理学校）
- 悟東あすか（漫画家）
- 俵家宗弖一（漫画原作者、小説家、理修）
- 大場惑（SF作家、理工）
- 高井信（SF作家、理）
- 牧眞司（SF研究者、文藝評論家、工）
- 比留間一成（詩人、物理学校）
- 碓田のぼる（歌人、物理学校）
- 佐藤健太郎（サイエンスライター、元東京大学大学院理学系研究科広報担当特任助教、理）
- 雨倉孝之（海軍史家、理）
- 大牟羅良（編集者、農村研究家、物理学校予科）
- 飯城勇三（翻訳者、評論家、理工）

### 文化・芸術
- 武田双雲（書道家、理工）
- 岡安伸治（劇作家、1972理）
- 中西繁（洋画家、1969工）
- 小林洋平（作曲家、編曲家、サクソフォーン奏者）
- 進藤武松（彫刻家、物理学校中退）
- 斎藤三郎（洋画家、1940物理学校中退）
- 真鍋大度（メディアアーティスト、ライゾマティクス取締役、慶應義塾大学環境情報学部特別招聘教授、理）
- 上大岡トメ（イラストレーター、エッセイスト、1988工）
- はりまりょう（手書きPOPライター）
- 真田彩子（女流棋士）
- 小林剛（競技麻雀のプロ雀士）

### 音楽
- 水島康宏（作曲家、歌手）
- 加茂フミヨシ（ギタリスト/Largest Online Guitar Lessonギネス世界記録保持者、理）
- 祖堅正慶（作曲家・音響エンジニア、スクウェア・エニックスサウンドエディター）
- 舟木智介（ゲームミュージックの作曲家）
- 鬼武みゆき（作曲家、編曲家、ピアニスト、理）
- 田中哲二（マニピュレーター、Infinixメンバー）
- 宗政ノブヒロ（歌手、実業家）

### 芸能
- 伊與田英徳（プロデューサー/半沢直樹、ルーズヴェルト・ゲーム、新参者など、基）
- ケント・モリ（ダンサー、2006中退）
- ムロツヨシ（俳優、2005理中退）
- 上野亜揮(ジャグリング日本チャンピオン、Sofairlo合同会社代表取締役社長、UA-JAPAN RECORDS代表、理）
- 桂歌助（落語家、理）
- 楠田枝里子（タレント、1974理）
- 山田ふしぎ（声優、サイエンスライター、サイエンスコーディネーター）
- 月の家圓鏡 (6代目)（落語家）
- 河野秋武（俳優、1930物理学校中退）
- 田島亨祐（ミュージカル俳優、劇団四季所属、理）
- 今拓哉（ミュージカル俳優、中退）
- REI（ファッションモデル）
- 矢島信男（特撮監督、1949物理学校中退）
- 冠仁（俳優、理）
- 毛塚陽介（俳優）
- 高橋紀成（プロデューサー、中退）
- 丁田政二郎（男性声優、舞台俳優、理工中退）
- 荒井聡太（声優、工修）
- 坪内悟（俳優、放送作家、経）
- 藤子（お笑い芸人）
- ZAZY（芸人、経中退）
- 菊地正志（お笑い芸人、ワンワンニャンニャン）
- 後上翔太（俳優、歌手、純烈メンバー、中退）
- 脇田茉奈（タレント、スペースクラフト・エンタテインメント所属、2019経）
- 脇田璃奈（タレント、スペースクラフト・エンタテインメント所属、経在学中）
- 菅井美沙（グラビアアイドル、タレント、プラチナムプロダクション所属、工）
- 福岡みなみ（グラビアアイドル、タレント、コンテンツ3所属、工）
- 村上愛花（ファッションモデル、『ViVi』専属モデル、長良マネジメント所属、2023経）
- 酒井ちひろ（お笑い芸人、アンペアー、経）
- 坂井厚太（映画監督、除籍）
- 杉崎智介（映画監督）
- 三枝源次郎（映画監督、1921物理学校）
- 小出正雪（映画監督）
- 松嵜麗（声優、2006理二中退）
- 田中永真（お笑い芸人、まんじゅう大帝国、理二中退）
- 三浦透子（俳優）
- ゴスケ（お笑い芸人、理）

### スポーツ
- 田村尚之（アマチュアゴルファー、工）
- 岩崎元郎（登山家）
- 長谷川一幸（空手家）
- 柳川昌弘（空手家）
- 村山暁洋（総合格闘家、理）
- 福田将吾（バスケットボール指導者、新潟アルビレックスBBヘッドコーチ、理）
- 友田真隆（陸上競技選手、東京理科大史上初のインカレ優勝者、薬）

### アナウンサー・キャスター

#### 現職アナウンサー・キャスター
- 福田光男（NHKシニアアナウンサー、工）
- 比田美仁（NHKアナウンサー）
- 遠藤由佳子（NHKキャスター、気象予報士、理工）
- 土田翼（NHKアナウンサー、薬薬修）
- 河野恵（フリーアナウンサー、元山口朝日放送アナウンサー）
- 清水春名（山口朝日放送アナウンサー、2016経）
- 渡邉智世（フリーアナウンサー、NHK新潟放送局アナウンサー、理工）
- 藤崎祐貴（テレビ宮崎アナウンサー、経）
- 岡田麻希（あいテレビアナウンサー）
- 大所美弥（フリーアナウンサー、工）

#### 元アナウンサー
- 森本健成（元NHKアナウンサー、理）
- 鎌田正幸（元NHKエグゼクティブアナウンサー、理工）
- 石嶺誠一郎（元NHKアナウンサー）
- 楠田枝里子（元日本テレビアナウンサー、1974理）
- 水上明子（元仙台放送アナウンサー、2003理二）
- 成田知栄子（元エフエム石川アナウンサー）

### ジャーナリズム
- 馬場錬成（科学ジャーナリスト、理）
- 瀧澤美奈子（科学ジャーナリスト、理）
- 郡司勇（温泉評論家）
- 三宅俊彦（鉄道研究家、理）
- 松田朋子（気象予報士、理工）
- 篠原正（気象予報士）
- 藤根靖晃（証券アナリスト、総合科学技術経営修）
- 宮島理（評論家、理）
- 村上アシシ（経営コンサルタント、2000理工）
- 菅井幸雄（演劇評論家、明治大学名誉教授、物理学校）
- 松浦茂樹（ハフポスト日本版創刊編集長、1998工）

### その他
- 田中煕巳（平和運動家、2024年ノーベル平和賞受賞者(日本原水爆被害者団体協議会)、日本原水爆被害者団体協議会事務局長、1960理）
- 蓮池透（北朝鮮による拉致被害者家族連絡会元副代表、1977工）
- 太田竜（政治運動家、中退）
- 中西義雄（社会運動家、1946物理学校中退）
- 毛利名人（ファミコン名人）
- プロ奢ラレヤー（著作家、中退）
- 徳田優也（ゲームクリエイター、経）

## 名誉博士号受賞者
- 森戸祐幸（森戸記念館、森戸記念体育館を寄付、東京理科大学名誉博士）
- フランシス・ガリ（国際公務員、東京理科大学名誉博士）

## 東京理科大学にゆかりのある人物
- Chigusa（ラジオパーソナリティ、東京理科大学神楽坂キャンパス「aquarius」所属）
- 中村修二（電子工学者、東京理科大学の大川和宏研究グループとの共同研究による、窒化物半導体を用いた光触媒デバイス研究に成功、2014年ノーベル物理学賞受賞）
- 佐藤達次郎（外科医、初代東京医学専門学校長、初代順天堂大学長、東京理科大学内に東京医学講習所を開設）
- 秋月橘門（江戸時代後期の儒学者・医者、晩年は現在の東京理科大学に退隠）
- 小泉源一（植物学者、東京理科大学の依頼を受けマーシャル諸島ヤルート島における植物と自然地理を観察、日本植物分類学会の創立者、京都大学教授）
- 加藤耕一（西洋建築史学者、元東京理科大学理工学部助手、東京大学准教授）